# 赤枝恒雄
赤枝 恒雄（あかえだ つねお、1944年3月16日 - ）は、日本の政治家、医師。自由民主党所属の元衆議院議員（2期）。医学博士。赤枝六本木診療所院長。

## 人物
徳島県出身。徳島県立城南高等学校を経て、1968年に東京医科大学医学部を卒業。同年、産科・婦人科の診療所「赤枝六本木診療所」を東京・六本木に開設した。自身の診療所で産婦人科診療を行い、2000年には、バングラデシュ母子保健病院（ICMH）ダッカ内に赤枝桶谷乳房管理センターを設立した。2008年に死亡したAV女優出身のタレント、飯島愛のかかりつけ医だった。
2012年12月16日、第46回衆議院議員総選挙で自由民主党の比例東京ブロックから出馬し初当選した。
2014年12月14日、第47回衆議院議員総選挙で自民党の比例東京ブロックから出馬し当選（2期目）。
2017年8月10日、埼玉県第4区選出の豊田真由子が自民党を離党したことを受け、同24日、次期衆院選では埼玉4区から出馬したいとの意向を示した。埼玉4区で自民党に公認申請を行っていたが、埼玉県志木市議の穂坂泰が公認を受け、10月投開票の第48回衆議院議員総選挙には出馬せず政界を引退した。

## 政策・主張・発言

### 子供の高校・大学進学への支援に関する主張
子どもの貧困問題に取り組む公益財団法人「あすのば」の代表らが、大学進学を目指す学生への無利子奨学金の拡充などを要望したのに対し、「日の当たらない分野にご支援を頂きありがとうございます。しかし、今日も裏切られた思いでがっかりしています。当然、義務教育が出てくると思ったら、高校や大学の話、これは自立して頑張らないといけないことをそこまで色々言うより、まず義務教育はどうなっているか考えてください」「それが中途半端に15歳が来たら高校に行けます、卒業します、できますよ、とんでもないことですよ。世界ではこんな、こういう国もあることはありますが、やはり中学校の卒業試験というのがあるわけです。オランダもそうですよ。スペインもフランスもそうでしょう。卒業試験があるわけですよ」「日本は卒業試験がないんで、なんで卒業試験ないんだって文科省（文部科学省）に聞いたら、いや、日本でそんなことしたらどんどん義務教育のお金が高くなるからねって言われて、よくわかんないこと言われましたけど、とりあえず中学校卒業した子どもたちはね、中途半端に出てその後に、仕方なく親が行けってんで通信に行ったりしながら、やっぱりだめで女の子はキャバクラ行ったりとかですね、実際望まない妊娠が結局いま中学校、それから40歳以上の、まあ40歳以上は望んでるんですけど、出産増えているのはその世代なんですね。20歳、30歳は全然産みませんから」等と話した。さらに、子供の高校・大学支援に関して、「中学までの義務教育をしっかりとですね、命がけで我々国がですね、やって、進級させない、落第もあり、卒業試験やるという風にきちんとやればですね、社会で通用するんですよ。そこまで国は責任を持ってやって、後はもう本人が社会ですから。もう。高校行く、それはもう立派に働く人、色んな人いるわけで社会ですから、そこになったらもう後は自立する支援だけですよ。必要なのは」などと主張している。

### 性感染症に関する主張
「やはり性行為については男性が主導権を持っている。女性の場合は、今はもう見かけが一番いい時代ですから、イケメンであれば女の子みずからが逆ナンパする」「イケメンであれば誰でもついていくという非常に何か変な時代になっている。最終的には、知識がないのにそういう性行為をして、いろいろな被害に遭ってしまう」と述べ、性感染症は自己責任とするべきと主張している。
平成19年度より港区によるエイズ、梅毒、淋菌、クラミジアの無料検診（通称 AI チェック）を開始する政策を実施した。

### 表現規制
- 全国の各町内会による悪書追放運動を提唱し、支援を政府に要請[10]。
- 性犯罪の原因になっているとして、レディースコミックや成人向け漫画などを非難している[11]。
- インターネットに対する更なる規制強化を主張[10]。

### その他
- 時代に適した風営法を求める議員連盟（パチンコ議連）所属
- 憲法改正に賛成[12]。
- 集団的自衛権の行使を禁じた政府の憲法解釈を見直すことに賛成[12]。
- 日本の核武装について検討を始めるべきとしている[12]。
- 原子力規制委員会の新基準を満たした原発は再開すべきとしている[12]。
- 女性宮家の創設に賛成[12]。
- 日本のTPP参加に反対[12]。

## 活動履歴
- 1991年 財団法人赤枝医学研究財団設立
- 1999年 街角無料相談室開設
- 2000年 赤枝桶谷乳房管理センター設立（バングラデシュ）
- 2002年 AIDS街角無料検診開始。ガールズガード 女の子の保健室放送開始
- 2004年 性教育ピアエデュケーター養成講座「グループ月曜日の朝」設立
- 2012年 第46回衆議院議員総選挙の比例東京ブロックに自由民主党公認で出馬し当選
- 2014年 第47回衆議院議員総選挙の比例東京ブロックに自由民主党公認で出馬し再選

## 出演番組
レギュラー番組
- ガールズガード 女の子の保健室（文化放送、2004年4月-2012年3月）
- Girls guard（インターFM、2002年10月-2004年3月）

## 著書
- 『ガールズガード 知っててほしいからだのヒミツ』WAVE出版 2001
- 『子どものセックスが危ない』WAVE出版 2002
- 『これってヘン? 女の子のからだの悩み解決100』しょういん てぃんくるブックス 2004
- 『セックスが地球を滅ぼす』ソフトバンクパブリッシング 2004
- 『悲しいセックス エイズで逝ったマヤに捧げる』幻冬舎 2007

### 監修
- 『女性の医学ハンディブック』石河亜紀子,土屋眞弓, 野田順子共監修 池田書店 2005
- 『誰にも聞けない女性の医学 愛される女性になる』監修 池田書店 2006